# 岡崎藤吉
岡崎 藤吉（おかざき とうきち、1856年4月11日（安政3年3月7日） - 1927年（昭和2年）11月26日）は、明治、大正期の実業家、企業経営者。海運業を基盤として、銀行業や保険業を生業に、明治、大正期に神戸において財閥を形成した。中堅の阪神財閥の一つである岡崎財閥の創業者。神戸財界の雄と呼ばれた。

## 来歴・人物

### 誕生～青年期
佐賀藩士、石丸六太夫の次男として肥前国佐賀で生まれ、幼少の頃より藩校弘道館内における15歳以下の藩士の子弟を教育した蒙養舎で学問を修めた。明治維新後に上京し、開成学校（共に後の東京大学）を経て、（旧）東京大学を卒業後に、兵庫県庁に通訳係として勤務した。1884年（明治17年）藤吉が28歳の時、元土佐藩士で、かつて飾磨県参事を務め、1877年（明治10年）8月、姫路に第三十八国立銀行が設立された際の4人の発起人の内の1人であり、嗣子のいなかった岡崎真鶴に婿養子として迎えられ、岡崎家の一員となった。結婚後は、菟原郡四ヶ村（魚崎村、横屋村、青木（あおぎ）村、西青木村）の戸長も務めている。

### 実業家としての一歩
その後、1888年（明治21年）、灘五郷で出来た清酒の東京への回漕を手掛ける海運会社摂州灘酒家興業会社の設立に際して、発起人として名を連ね、更には酒造家が東京の問屋から代金を回収するまでの運転資金を融通する銀行の設立にも参画し、実業家としての一歩を踏み出した。また、1890年（明治23年）に創刊された日刊「神戸日報」を買収して、経営に参画するなどしている。
しかしながら、銀行経営は当初うまく軌道に乗ったものの、見通しの甘さから経営が破綻、藤吉は破産に追い込まれた。そこで岡崎家に累が及ぶ事を恐れた藤吉は、娘を戸主にして家を出て、就任していた役職を全て退いた。

### 岡崎汽船の創業
1894年（明治27年）、藤吉は一念発起して海運業を起こす事を決意する。ただ破産を経験した藤吉には資金が無かった事から、地元の実業家など、これまでの知己を頼り、苦労の末に無担保で資金を確保する事に成功、その資金で貨物船を購入、更に事務所を神戸に開設して岡崎汽船を創業した。購入した本船は内地と北海道間に投入して、海産物や穀物等の輸送に当たらせた。船の運航については、かつて摂州灘興業株式会社の経営者であった事から、凡その勝手は分かっており、更には同年勃発した日清戦争で、購入した船が御用船として軍に提供された事から、経営は順調に走り出した。その後も、台湾やロシア航路にも航路を開拓して顧客を増やす事に成功する。また、1904年（明治37年）2月に日露戦争が勃発すると、すぐさま貨物船4隻を購入して、創業時に購入した船とともに御用船として軍に提供した。戦争を通じて海運業界も軍需景気に沸き立っており、この好機を生かした事で岡崎財閥の基盤が固まる事になる。
戦後は、船腹過剰により海運市況が反落したが、むしろ不況の時こそ好機と捉えた藤吉は、1907年（明治40年）に政府の補助金が打ち切られて日本郵船が手を引いた、神戸－北海道間西廻航路の一切を引き受け、同航路運営の為に、岡崎汽船を含む関西の海運会社三社による合弁会社を立ち上げた。だが、一年ほどで他の二社が相次いで離脱した為、岡崎汽船単独での運航を、大正6年（1917年）まで凡そ10年間に渡って維持した。その間、1910年（明治43年）3月、岡崎汽船と西廻航路事業の全てを継承する形で、新しい岡崎汽船株式会社を設立した。
また1907年5月、関西の海運会社の社主（その多くが、藤吉同様に地方財閥を形成する事となる）らを取締役に迎え、神戸海上運送火災保険株式会社（現あいおいニッセイ同和損害保険）を設立、不況下においても瞬く間に事業を全国展開していった。

### 銀行設立と財閥形成
1914年（大正3年）7月末に第一次世界大戦が勃発すると、海運業界は再び軍需景気に沸き立ち、未曽有の好況を迎えた。ここで藤吉は、大戦勃発前に市況を読んで購入しておいた船を最大限活用し、加えてそれらを高値で売却するなどして大きな利益を上げ、30万円から100万円に増資するなど岡崎汽船の経営基盤を更に強固にした。
1917年（大正6年）5月には、これらの利益を元手に1,000万円の巨費を投じて神戸岡崎銀行（現三井住友銀行）を設立、頭取に就いた。こうして神戸財界での揺るぎない地位を確立するとともに、岡崎財閥を形成していった。また、義父が創業に参画した山陽鉄道の重役を務めるなど、幾つもの会社の重役に名を連ね、神戸財界の雄と呼ばれるようになる。
1925年（大正14年）には、兵庫県多額納税者として貴族院議員に互選され、同年9月29日に就任し国政にも参画、1927年（昭和2年）11月に死去した。

## 家族
上述通り、藤吉自身が婿養子として岡崎家に入ったが、その藤吉も男子には恵まれなかった為、正妻との間に儲けた長女に婿養子を取らせた。これが藤吉の甥（長兄の子息）の石丸忠雄（岡崎忠雄）である。藤吉の死後は忠雄が岡崎家の当主となり、岡崎財閥も引き継いだ。忠雄の世代になりようやく岡崎家は男子に恵まれ、一男一女を儲けた。そこで長男の岡崎真一には保険会社を、長女の婿養子である川島忠（岡崎忠（ちゅう））には銀行を継がせる二頭体制を取った。ただ、2人がそれぞれ社長、頭取として会社を継いだのは太平洋戦争前後の事であり、岡崎財閥が財閥解体指令を受ける目前であった。
尚、藤吉は正妻以外に、外妾との間にも一児を儲けたが、女子であり結局引き取る事はなかった。その女子が生んだ男子の内の一人は、後に富士銀行の頭取となる端田泰三である。